# Polyporus rugulosus
Polyporus rugulosus är en svampart som beskrevs av Lév. 1844. Polyporus rugulosus ingår i släktet Polyporus och familjen Polyporaceae.   Inga underarter finns listade i Catalogue of Life.